# Hypericum thymopsis
Hypericum thymopsis är en johannesörtsväxtart som beskrevs av Pierre Edmond Boissier. Hypericum thymopsis ingår i släktet johannesörter, och familjen johannesörtsväxter. Inga underarter finns listade i Catalogue of Life.